# Achillea collina
Achillea collina is een soort overblijvend kruid in de familie Asteraceae. Ze hebben eenvoudige, brede bladeren en kunnen tot 52 cm hoog worden.
... · 
A. abrotanoides · 
A. ageratum · 
Achillea filipendulina (Geel duizendblad) · 
A. millefolium (Duizendblad) · 
A. ptarmica (Wilde bertram) · 
...